# Dysosma veitchii
Dysosma veitchii là một loài thực vật có hoa trong họ Hoàng mộc. Loài này được (Hemsl. & E.H.Wilson) L.K.Fu mô tả khoa học đầu tiên năm 1979.